# بوبا توريس
بوبا توريس (بالإنجليزية: Bubba Torres)‏ هو لاعب هوكي جليد أمريكي، ولد في 31 أكتوبر 1991 في فيلادلفيا في الولايات المتحدة.

## روابط خارجية
- بوبا توريس على موقع Paralympic.org (الإنجليزية)
- بوبا توريس على موقع IPC.InfostradaSports.com (مؤرشف) (الإنجليزية)
- بوبا توريس على موقع اللجنة الأولمبية والبارالمبية الأمريكية (الإنجليزية)